# Дёрниц
Дёрниц (нем. Dörnitz) — деревня в Германии, в земле Саксония-Анхальт. Входит в состав города Мёккерн района Йерихов. 
Население составляет 258 человек (на 31 декабря 2006 года). Занимает площадь 17,37 км².
Впервые упоминается в 1447 году. Название Дерниц имеет славянское происхождение.
До 31 декабря 2008 года Дёрниц имел статус общины (коммуны). 1 января 2009 года община вошла в состав города Мёккерн.